# LU-021
La Ronda Este de Lugo o LU-021, es una autovía urbana gallega de la Junta de Galicia, y que circunvala a la ciudad de Lugo por el este, siguiendo un trazado casi paralelo al de la A-6. En la actualidad, el primer tramo consta de 2,4 kilómetros y fue inaugurado en el año 2009. Su limitación de velocidad es de 100 km/h.
El segundo tramo de esta vía, que tendrá una longitud de 2,9 kilómetros y cerrará por fin el cinturón de circunvalación de Lugo, tiene su proyecto licitado por un valor de 19,6 millones de €, y en mayo de 2024, la Junta de Galicia reinicia el proyecto para someter la nueva información pública con la nueva evaluación ambiental a debido de cambio del trazado por la demanda del ayuntamiento de Lugo.
Consta de 2 carriles por carretera de 3,5 metros cada uno, arcenes exteriores de 2,5 metros y arcenes interiores de 1,5 metros. Asimismo la mediana está constituida por Barreras New Jersey, dado que se trata de unas barreras con gran capacidad de resistencia, baratas y fáciles de construir. Cuenta con 1 viaducto en la actualidad, cuando se construya la segunda fase (entre LU-530 y Tolda de Castilla) constara de 3 viaductos (2+1), 2 pasos inferiores y 3 superiores.

## Tramos
| Denominación | Tramo                                            | Kilómetros | Año servicio / Estado (2025)                                                                    |
| ------------ | ------------------------------------------------ | ---------- | ----------------------------------------------------------------------------------------------- |
| LU-021       | N-640 Campiña - LU-530 O Carqueixo               | 2,4        | 2009                                                                                            |
|              | LU-530 O Carqueixo - N-6 LU-11 Tolda de Castilla | 2,9        | Nuevo proyecto reiniciado (pendiente nueva DIA) (pendiente someter a nueva información pública) |

## Trazado
| Velocidad | Esquema | Salida | Sentido Tolda de Castilla (N-6)                                           | Carriles | Sentido Campiña (N-640) | Carretera | Notas |
| --------- | ------- | ------ | ------------------------------------------------------------------------- | -------- | --- | --------- | ----- |
|           |         |        | Comienzo de la Autovía urbana Ronda Este de Lugo LU-021 Procede de: N-640 |          | Fin de la Autovía urbana Ronda Este de Lugo LU-021 Incorporación final: N-640 Dirección final: Lugo N-640 ronda norte N-640 Oviedo A-6 La Coruña - Madrid | N-640     |       |
|           |         |        | Lucus Augusti                                                             |          | Lucus Augusti |           |       |
|           |         |        | LU-P-2921 San Vicente de Pedreda Lucus Augusti                            |          | Lucus Augusti LU-P-2921 San Vicente de Pedreda | LU-P-2921 |       |
|           |         |        | LU-530 Fonsagrada A-6 Madrid - La Coruña LU-530 Lugo                      |          | Inicio de la Autovía LU-021 | LU-530    |       |
|           |         |        | Tramo O Carqueixo (LU-530) - Tolda de Castilla (N-6) en proyecto          |          | Tramo O Carqueixo (LU-530) - Tolda de Castilla (N-6) en proyecto                                                                                          |           |       |